# Церква Святого Іоанна Хрестителя (Мастара)
Церква Святого Іоанна Хрестителя (вірм. Սուրբ Հովհաննես Մկրտիչ եկեղեցի) — церква V століття в селі Мастара, поблизу міста Талін  Арагацотнського району Вірменії.

## Історія
Церква Святого Іоанна Хрестителя в Мастарі була заснована в V столітті. Храм має гострі кути і апсиди з чотирьох сторін. Навколо церкви розкинуто кілька таких же древніх хачкарів, які гармонійно зливаються з церквою. Архітектурний стиль символізує перехід вірменського церковного від простих композицій до складних церковним конструкцій, на зразок церкви Святої Рімпсіме в Ечміадзіні.